# Фторид палладия(II,IV)
Фторид палладия(II,IV) — неорганическое соединение, 
соль металла палладия и гексафторопалладиевой кислоты с формулой Pd[PdF6],
может рассматриваться как соль металла палладия и плавиковой кислоты с формулой PdF3,
чёрные кристаллы,
реагирует с водой.

## Получение
- Действие фтора на металлический палладий или фторид палладия(II):

{\displaystyle {\mathsf {2Pd+3F_{2}\ {\xrightarrow {200^{o}C}}\ Pd[PdF_{6}]}}}
{\displaystyle {\mathsf {2PdF_{2}+F_{2}\ {\xrightarrow {200^{o}C}}\ Pd[PdF_{6}]}}}
- Действие фторида брома на иодид палладия(II):

{\displaystyle {\mathsf {2PdI_{2}+2BrF_{3}\ {\xrightarrow {T}}\ Pd[PdF_{6}]+Br_{2}+2I_{2}}}}

## Физические свойства
Фторид палладия(II,IV) образует парамагнитные гигроскопичные чёрные кристаллы
ромбической сингонии,
параметры ячейки a = 0,554 нм, b = 0,749 нм, c = 0,506 нм, Z = 4.
Есть информация о другой кристаллической решетке:
тригональная сингония,
пространственная группа R 3c,
параметры ячейки a = 0,5053 нм, c = 0,708 нм, Z = 3.
Реагирует с водой,
растворяется в плавиковой кислоте.

## Химические свойства
- Разлагается при нагревании:

{\displaystyle {\mathsf {Pd[PdF_{6}]\ {\xrightarrow {230^{o}C}}\ 2PdF_{2}+F_{2}\uparrow }}}
- Окисляет соляную кислоту:

{\displaystyle {\mathsf {Pd[PdF_{6}]+HCl\ {\xrightarrow {}}\ 2PdF_{2}+Cl_{2}\uparrow +2HF}}}
- Восстанавливается водородом:

{\displaystyle {\mathsf {Pd[PdF_{6}]+3H_{2}\ {\xrightarrow {T}}\ 2Pd+6HF}}}